# Winfield Scott
Winfield Scott (Petersburg, 13 giugno 1786 – New York, 29 maggio 1866) è stato un generale statunitense.

## Biografia

### Origini e formazione
Scott nacque nella piantagione della sua famiglia nei pressi di Petersburg (Virginia) e venne educato al College di William e Mary dove studiò legge, per poi entrare come caporale nella milizia della Virginia prima di essere promosso al grado di capitano d'artiglieria nel 1808. I suoi primi anni nell'Esercito degli Stati Uniti furono abbastanza tumultuosi e venne anche processato da una corte marziale per aver criticato il suo superiore, il generale James Wilkinson.

### La guerra del 1812
Durante la guerra del 1812 Scott prestò servizio in Canada, come tenente colonnello prendendo il comando di un corpo da sbarco nel bel mezzo della battaglia di Queenston Heights, il 13 ottobre 1812; ma fu tuttavia costretto ad arrendersi quando la milizia di New York si rifiutò di attraversare il confine per sostenere l'invasione statunitense.
Dopo un anno di prigionia fu rilasciato a seguito di uno scambio di prigionieri e fece ritorno a Washington dove spese le sue energie per fare pressione sul Senato americano affinché attuasse delle rappresaglie sui prigionieri di guerra britannici in qualità di rappresaglia contro l'esecuzione di tredici soldati di origine irlandese, considerati dai britannici dei connazionali traditori della patria. Dopo aver avuto l'approvazione dal Senato, tuttavia le istanze di Scott non furono accettate dall'allora Presidente James Madison il quale ritenne indegno di una nazione civile l'esecuzione sommaria di prigionieri di guerra.
Nel maggio 1813 Scott, nel frattempo promosso colonnello, pianificò e guidò la conquista di Fort George sul versante canadese delle cascate del Niagara, costringendo con successo i britannici ad abbandonare il forte. Nel marzo 1814 Scott venne promosso al grado di brigadiere generale.